# Alekszej Andrejevics Tupoljev
Alekszej Andrejevics Tupoljev (orosz nyelven: Алексе́й Андре́евич Ту́полев; Moszkva, 1925. május 20. – Moszkva, 2001. május 12.) szovjet, majd orosz repülőgéptervező, aki az első szuperszonikus utasszállító repülőgép, a Tupoljev Tu–144 kifejlesztésének vezetője volt. Közreműködött a Buran űrrepülőgép és a Tu–2000 nagy hatótávolságú nehézbombázó tervezésében is, de mindkettőt felfüggesztették finanszírozás hiányában.

## Életpályája
Alekszej Andrejevics Tupoljev Moszkvában született 1925. május 20-án. Apja a híres szovjet repülőgép-pionír, Andrej Tupoljev volt.
Alekszej a Moszkvai Repülési Intézetben (MAI) 1949-ben szerzett diplomát. 1942–1949 között a Tupoljev Tervezőirodában dolgozott gyári tervezőként.
Hruscsov szovjet vezető 1959 szeptemberében tett amerikai látogatása során ragaszkodott a Tu–114-es repülőgéphez, annak ellenére, hogy annak első hosszú távú repülése csak májusban történt. A biztonság garantálása érdekében a repülőgép-tervező apa, Andrej fiát, Alekszej Tupoljevet is magával vitte az útra, a repülőgépbe vetett bizalma jeléül. Hruscsov később azt mondta: "Nem hoztuk nyilvánosságra, hogy Tupoljev fia velünk volt", mert "ez magyarázatokkal járt volna, és ezek árthattak volna a megítélésünknek".
Alekszej 1963-ban a Tupoljev Tervezőiroda vezető tervezője, 1973-ban pedig főtervezője lett.
Alekszej Tupoljev 2001. május 12-én hunyt el, Moszkvában temették el.

## Projektek
- Tupoljev Tu–134 – egy kéthajtóműves, sugárhajtású utasszállító repülőgép, amelyet a Szovjetunióban építettek rövid- és középtávú járatokra 1966 és 1989 között.
- Tupoljev Tu–144 – egy szovjet szuperszonikus utasszállító repülőgép.
- Tupoljev Tu–154 – egy háromhajtóműves, közepes hatótávolságú, az 1960-as évek közepén tervezett utasszállító repülőgép.
- Tupoljev Tu–160 – egy szuperszonikus nehéz stratégiai bombázó.
- Tupoljev Tu–204 – egy kéthajtóműves, közepes hatótávolságú, keskeny törzsű sugárhajtású sugárhajtású utasszállító repülőgép.
- Buran – ez volt az első űrrepülőgép, amelyet a szovjet/orosz Buran-program keretében gyártottak.
- Tupoljev Tu–123 Jasztreb – az egyik legkorábbi szovjet felderítő drón volt.
- Tupoljev Tu–142 – szovjet/orosz tengeri felderítő és tengeralattjáró-elhárító (ASW) repülőgép.

## Fordítás
Ez a szócikk részben vagy egészben  az   Aleksey Tupolev című angol Wikipédia-szócikk fordításán alapul.  Az eredeti cikk szerkesztőit annak laptörténete sorolja fel. Ez a jelzés csupán a megfogalmazás eredetét és a szerzői jogokat jelzi, nem szolgál a cikkben szereplő információk forrásmegjelöléseként.